# Ungarische Badmintonmeisterschaft 2021
Die Ungarische Badmintonmeisterschaft 2021 fand am 6. und 7. Februar 2021 in Pécs statt.

## Sieger und Platzierte
| Disziplin    | Gold                         | Silber                             | Bronze                          |
| ------------ | ---------------------------- | ---------------------------------- | ------------------------------- |
| Herreneinzel | Gergely Krausz               | Gergő Pytel                        | Balázs Pápai                    |
| Herreneinzel | Gergely Krausz               | Gergő Pytel                        | Márton Szerecz                  |
| Dameneinzel  | Laura Sárosi                 | Ágnes Kőrösi                       | Daniella Gonda                  |
| Dameneinzel  | Laura Sárosi                 | Ágnes Kőrösi                       | Vivien Sándorházi               |
| Herrendoppel | Gergely Krausz Gergő Pytel   | Bene Benjamin Kiss Gergely Szita   | Attila Márki Dávid Pálfi        |
| Herrendoppel | Gergely Krausz Gergő Pytel   | Bene Benjamin Kiss Gergely Szita   | Gábor Kígyós Keán Levente Tóth  |
| Damendoppel  | Daniella Gonda Ágnes Kőrösi  | Petra Mészáros Nikol Szabina Vetor | Krisztina Ádám Vanda Hajdinák   |
| Damendoppel  | Daniella Gonda Ágnes Kőrösi  | Petra Mészáros Nikol Szabina Vetor | Dóra Kömives Dóra Tárkány-Szűcs |
| Mixed        | András Piliszky Laura Sárosi | Miklós Kis-Kasza Ágnes Kőrösi      | Dávid Pálfi Krisztina Ádám      |
| Mixed        | András Piliszky Laura Sárosi | Miklós Kis-Kasza Ágnes Kőrösi      | Márton Szerecz Daniella Gonda   |